# Loud City Song
Loud City Song è un album in studio di Julia Holter del 2013. Si tratta del primo album di Holter registrato assieme ad altri sessionmen, nonché il primo dell'artista ad essere comparso in numerose classifiche di tutto il mondo. Loud City Song viene considerato anche uno dei migliori album dell'anno da varie riviste specialistiche.

## Tracce
1. World – 4:52
2. Maxim's I – 6:07
3. Horns Surrounding Me – 4:46
4. In the Green Wild – 4:07
5. Hello Stranger – 6:16
6. Maxim's II – 5:28
7. He's Running Through My Eyes – 2:18
8. This Is a True Heart – 3:30
9. City Appearing – 7:16

## Formazione
- Julia Holter – voce, tastiera
- Brian Allen – trombone
- Matt Brabier – trombone
- Corey Fogel – percussioni
- Ramona Gonzalez – voce
- Devin Hoff – basso
- Chris Speed – sassofono
- Andrew Tholl – violino
- Christopher Votek – violoncello